# Maccabi Tel Aviv (basket-ball)
Pour les articles homonymes, voir Maccabi Tel-Aviv.
Maillots
Maccabi Tel-Aviv est un club israélien de basket-ball, localisé à Tel-Aviv.
Le club de basket-ball fait partie du club omnisports du Maccabi Tel-Aviv dont il est la section la plus renommée.
C'est sans conteste le plus grand club de basket-ball d'Israël, comme le prouve son palmarès avec 56 titres de champion. C'est également l'un des clubs européens les plus réputés. Il a en effet remporté 6 titres de champion d'Europe et perdu 9 finales.

## Historique
La section de basket-ball remporte le titre national dès sa première saison. Durant ces premières années, son grand rival est un autre club de la ville, Hapoel Tel-Aviv. Cependant, celui-ci remporte son dernier titre en 1969.
Il rejoint la scène européenne en 1958, devenant peu à peu l'un des plus grands clubs européens. Son premier titre de champion d'Europe se situe en 1977. Cette saison est une saison importante pour l'histoire du club, mais également pour l'histoire israélienne. En demi-finale, le Maccabi est opposé au club soviétique du CSKA Moscou. Or, l'URSS est le principal soutien du Monde arabe en état de guerre avec Israël. La qualification fera dire en l'hébreu accentué et quelque peu fautif du capitaine, l'Israélo-américain Tal Brody  :  "אנחנו על המפה ואנחנו נישארים במפה , לא רק בספורט בהכל!" ; ("Anakh'nou al ha mapa, vé anakh'nou nicharim ba mapa lo rak bésport béhacol") "Nous sommes sur la carte (le planisphère) et nous y restons non seulement dans le domaine sportif, mais en tout". Devenue cliché, cette phrase deviendra un "gimmick" souvent repris, notamment en politique. Le Maccabi confirme en finale, battant le club italien de Mobilgirgi Varèse par 78 à 77. En 1981, le Maccabi remporte un deuxième titre européen, toujours face à un club italien, Sinudyne Bologne, sur le score de 80 à 79.
Durant les années 1980, le club participe à cinq nouvelles finales, toutes perdues.
En 1993, le Maccabi perd le titre face à l'Hapoël Galil Elyon, entraîné par Pini Gershon. C'est la première fois que le Maccabi n'est pas champion depuis 1969. Le Maccabi redevient champion la saison suivante.

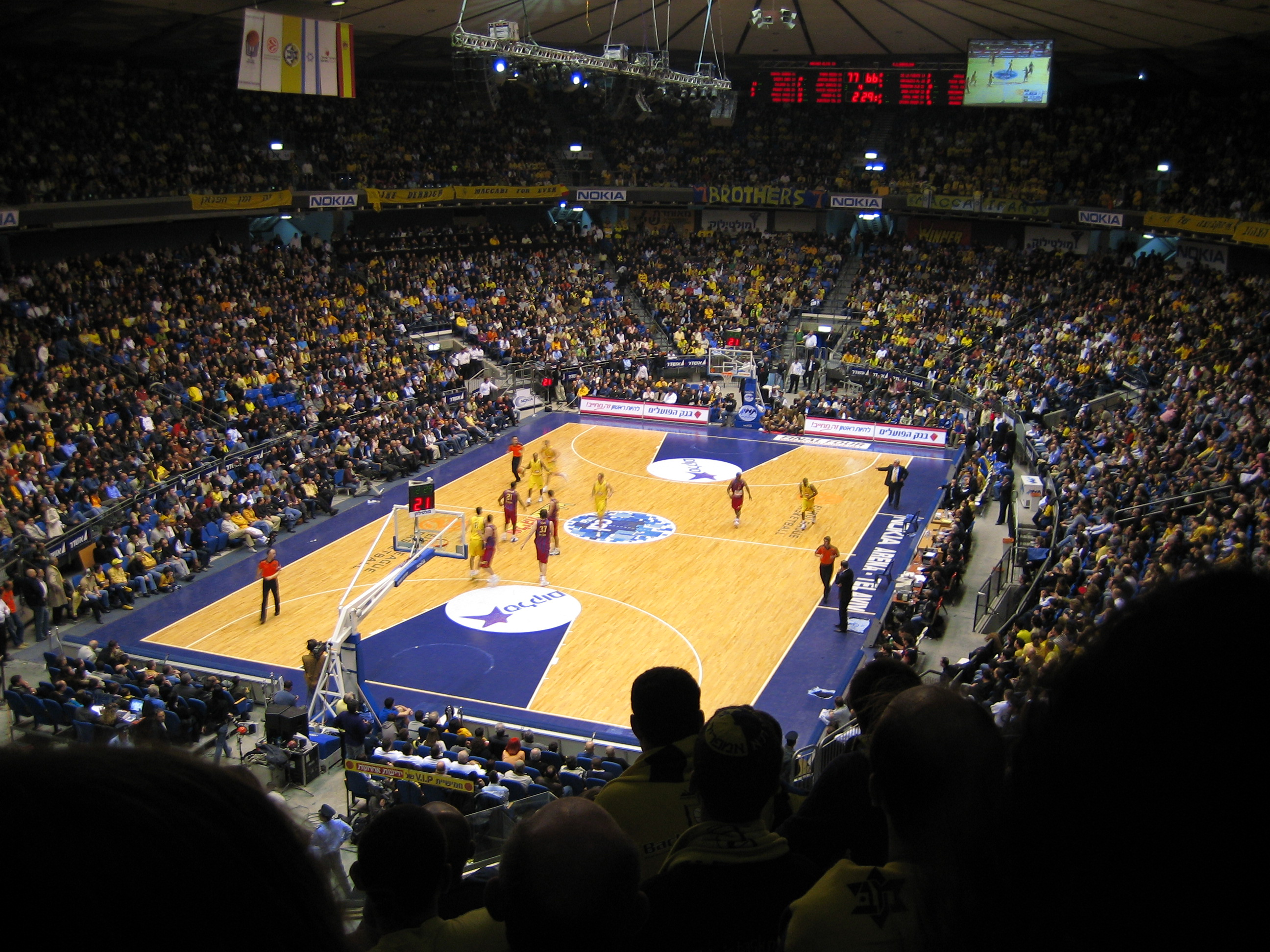
Un match du Maccabi à la Menora Mivtachim Arena

Sous sa conduite, le club retrouve de son lustre et remporte un nouveau titre européen avec la  Suproleague 2001. Lors de la saison 2003-04, le Maccabi réinstalle comme entraîneur Gershon qui avait dû quitter ses fonctions à la suite de propos racistes à l'encontre des joueurs Afro-Américains : même parmi les Noirs, il y a différentes couleurs. Il y a le noir sombre et le "moka". Les "mokas" sont plus malins et les "noirs sombres" viennent de la rue. Ceux qui sont un petit plus métissés comme Andrew Kennedy... vous remarquez son statut, sa personnalité (...). Les autres Noirs sont de véritables idiots. Cette décision fait suite à de piètres résultats sur le plan européen alors que Tel-Aviv doit accueillir le prochain Final Four de l'Euroligue. Le club réalise son objectif minimum d'atteindre ce Final Four. Après une victoire sur le CSKA Moscou en demi-finale, il écrase la Fortitudo Bologne en finale.
L'année suivante, le CSKA Moscou est le grand favori du Final Four qui se déroule à Moscou. Mais, à la surprise de tous les observateurs, le club espagnol de Tau Vitoria ruine les espoirs moscovites et obtient le droit d'affronter le Maccabi en finale. Celui-ci remporte un deuxième titre consécutif, fait qui n'avait plus été réalisé depuis le Pop-84 Split 14 années plus tôt.
2006 voit le Maccabi disputer sa troisième finale consécutive. Mais le CSKA remporte enfin le titre européen, mettant fin aux espoirs israéliens de remporter un troisième titre consécutif.
La saison 2007 voit le départ de l'entraîneur Gershon vers la Grèce. Après les départs de Šarunas Jasikevičius en 2005, puis Anthony Parker et Maceo Baston en fin de saison 2006, le Maccabi doit renouveler son effectif. Le club israélien échoue au stade des quarts de finale face à son rival russe du CSKA, non sans avoir obligé celui-ci à disputer un match décisif.
Oded Kattash revient comme entraîneur pour la saison 2022-2023. Il apporte de nombreux changements à l'effectif sortant.
À partir d'octobre 2023, les clubs israéliens ne peuvent plus jouer dans leurs salles habituelles en raison de la guerre entre Israël et le Hamas. Le Maccabi joue ses rencontres « à domicile » en Euroligue à la Hala Pionir de Belgrade (et à huis clos).

## Palmarès
Le palmarès international du Maccabi est : 
- 6 titres de champions d'Europe : 1977, 1981, 2001 (Suproleague), 2004, 2005, 2014.
- Finaliste de l'Euroligue : 1980, 1982, 1987, 1988, 1989, 2000, 2006, 2008, 2011.
- Vainqueur de la Coupe intercontinentale : 1980.
- Vainqueur de la Ligue adriatique 2012.

Le palmarès national est :
- 57 titres de Championnat d'Israël : 1954, 1955, 1957, 1958, 1959, 1962, 1963, 1964, 1967, 1968, 1970, 1971, 1972, 1973, 1974, 1975, 1976, 1977, 1978, 1979, 1980, 1981, 1982, 1983, 1984, 1985, 1986, 1987, 1988, 1989, 1990, 1991, 1992, 1994, 1995, 1996, 1997, 1998, 1999, 2000, 2001, 2002, 2003, 2004, 2005, 2006, 2007, 2009, 2011, 2012, 2014, 2018, 2019, 2020, 2021, 2023 et 2024.
- 46 Coupe d'Israël.
- 10 Coupe de la Ligue (en) : 2007, 2010, 2011, 2012, 2013, 2015, 2017 et 2020, 2021, 2022[4].

## Entraîneurs successifs
- depuis 2022 :  Oded Kattash
- 2018-2022 :  Ioánnis Sfairópoulos
- 2017-2018 :  Neven Spahija
- 2017 :  Arik Shivek
- 2016-2017 :  Ainars Bagatskis[5]
- décembre 2016 (intérim) :  Lior Lubin[6]
- 2016 :  Rami Hadar[7]
- 2016 :  Rami Hadar
- 2016 :  Erez Edelstein
- 2015-2016 :  Žan Tabak
- 2014-2015 :  Guy Goodes
- 2010-2014 :  David Blatt
- 2008-2010 :  Pini Gershon
- jan.-juil. 2008 :  Zvi Sherf
- sept.-déc. 2007 :  Oded Kattash
- 2006-2007 :  Neven Spahija
- 2004-2006 :  Pini Gershon
- 2001-2003 :  David Blatt
- 1998-2001 :  Pini Gershon
- 1995 :  Ralph Klein
- 1993-1995 :  Muli Katzurin
- 1987-1988 :  Ralph Klein
- 1981-1983 :  Ralph Klein
- 1976-1980 :  Ralph Klein
- 1972-1974 :  Yehoshua Rozin
- 1969-1972 :  Ralph Klein
- 1958-1969 :  Yehoshua Rozin
- 1953-1958 :  Yehoshua Rozin

## Joueurs célèbres ou marquants

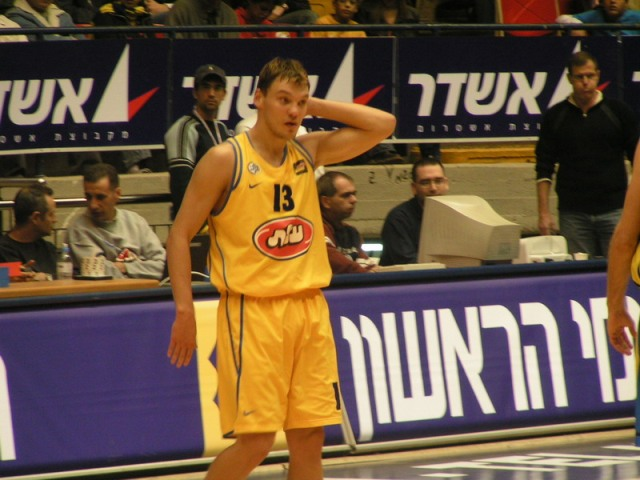
Šarunas Jasikevičius

- Motti Aroesti
- Miki Berkovich
- Tal Brody
- Tal Burstein
- Omri Casspi
- Tanhum Cohen-Mintz
- Motti Daniel
- Lior Eliyahu
- Guy Goodes
- Yaniv Green
- Yotam Halperin
- Nadav Henefeld
- Doron Jamchi
- Oded Kattash
- Ralph Klein
- Raviv Limonad
- Hen Lippin
- Gal Mekel
- Yogev Ohayon
- Guy Pnini
- Yehoshua Rozin
- Yoav Saffar
- Shuki Schwartz
- Derrick Sharp
- Doron Sheffer
- Gur Shelef
- Shmuel Zysman
- David Blu
- Jim Boatwright
- Tal Brody
- Jordan Farmar
- D'or Fischer
- Bob Griffin
- Howard Lassoff
- LaVon Mercer
- Aulcie Perry
- Derrick Sharp
- Lou Silver
- Willie Sims
- Alex Tyus
- Earl Williams
- Alan Anderson
- Maceo Baston
- Richard Hendrix
- Marcus Brown
- Will Bynum
- Tom Chambers
- Marcus Fizer
- Nate Huffman
- Lee Johnson
- Kevin Magee
- Ariel McDonald
- Terence Morris
- Jeremy Pargo
- Anthony Parker
- Doron Perkins
- Aulcie Perry
- Tyrese Rice
- Devin Smith
- Nikola Vujčić
- Andrija Žižić
- David Logan
- Stéphane Lasme
- Ricky Hickman
- Giorgi Shermadini
- Simas Jasaitis
- Šarūnas Jasikevičius
- Theódoros Papaloukás
- Sofoklís Schortsanítis
- Carlos Arroyo
- Esteban Batista
- Hüseyin Beşok
- Radisav Ćurčić
- Spencer Dunkley
- Alex Garcia
- Joe Ingles
- Aleks Marić
- Kirk Penney
- Constantin Popa
- Beno Udrih